# Моделювання «Міленіум»
Моделювання «Міленіум» (англ. Millennium Run) — N-частинкове комп'ютерне моделювання, проведене Консорціумом Діви під керівництвом Фолькера Шпрінгеля з метою вивчення формування великомасштабної структури Всесвіту в стандартної космологічної моделі.

## Принципи моделювання
«Міленіум» моделював формування структур у кубі розміром 2 мільярди світлових років. Для Всесвіту передбачалася стандартна космологічна модель з густиною матерії {\displaystyle \Omega _{m}=0.25}, густиною темної енергії {\displaystyle \Omega _{\Lambda }=0.75}, сталою Габбла {\displaystyle h=0.73} та нормуванням початкових флуктуацій густини {\displaystyle \sigma _{8}=0.9}. Початкові флуктуації густини зростали завдяки джинсівській нестійкості, що зрештою призводило до формування структур на різних масштабах: від войдів і скупчень галактик до гало окремих галактик і карликових галактик-супутників.
Обчислення проводилися за допомогою комп'ютерного коду GADGET-2. Розрахунки на суперкомп'ютері в Гархінзі зайняли більше місяця.
Результати були опубліковані в журналі Nature у 2005 році. Тепер вони широко використовуються для порівняння зі спостережними даними, а також як граничні умови для більш докладних моделювань менших об'ємів Всесвіту, завдяки чому стаття, в якій описані результати «Міленіуму», отримала понад 3500 цитувань.